# Spanish Harlem (canción)
"Spanish Harlem" es una canción escrita por Jerry Leiber y Phil Spector y grabada por Ben E. King en 1960 para Atco Records bajo la producción de Jerry Leiber y Mike Stoller. "Spanish Harlem" fue el primer éxito de King tras abandonar The Drifters, alcanzando el puesto número 10 en las listas de música pop. 
La canción ha sido grabada por varios artistas, incluida Aretha Franklin, cuya versión alcanzó el número dos en la lista Billboard Hot 100. La canción ocupó el puesto 358 en la lista de la revista Rolling Stone de las " 500 mejores canciones de todos los tiempos ". 

## Historia
Aunque la composición del tema se acredita a Jerry Leiber, este también acreditó a su socio Mike Stoller en una entrevista de 1968.  De manera similar, Leiber dijo en una entrevista de radio de 2009 en el programa de entrevistas Bob Edwards Weekend que Stoller había escrito la introducción instrumental clave del disco, aunque no fue acreditado. Stoller comenta en la autobiografía del dúo de compositores, Hound Dog, que había creado este "relleno" mientras hacía un acompañamiento de piano cuando la canción fue presentada a Ahmet Ertegun y Jerry Wexler en Atlantic Records, con Spector tocando la guitarra y Leiber haciendo la voz. "Desde entonces, nunca he escuchado la canción sin esa figura musical".  La canción fue arreglada por Stan Applebaum, con guitarra española, marimba, tambores, saxofón soprano, cuerdas y un coro masculino.
El riff de la canción fue concebido originalmente por el productor Phil Spector y su entonces novia Beverly Ross. Al parecer, se sorprendió al descubrir el mismo riff unos meses después en la versión cantada por King.  
"Spanish Harlem" de Ben E. King se lanzó originalmente como cara B del sencillo "First Taste of Love".  La canción se convirtió en el primer éxito de King tras dejar The Drifters, grupo que había liderado durante varios años. Entró en dos de las listas de la revista Billboard, alcanzando el puesto 15 en la lista R&B y el número 10 en la de música pop.  La versión de King no entró en las listas de éxitos del Reino Unido.  La canción fue relanzada en 1987, después de que " Stand By Me " llegara al número 1. 

## Versión de Aretha Franklin
En julio de 1971, Aretha Franklin lanzó una versión de la canción que superó a la original en las listas de éxitos y en la que Franklin cambió ligeramente la letra: de "A red rose up in Spanish Harlem" a "There's a rose in Black 'n Spanish Harlem". "Una rosa en el Harlem negro y español". Su versión llegó a las listas de éxitos soul de Estados Unidos, permaneciendo en el número 1 durante tres semanas y alcanzando también el número dos en las listas de pop durante dos semanas,  excluida del primer puesto por "Go Away Little Girl" de Donny Osmond.  Esta versión también alcanzó el número seis en la lista Easy Listening de Billboard.  La versión de Aretha Franklin obtuvo un disco de oro por ventas de más de un millón de copias del disco. Dr. John tocó los teclados en la versión de Franklin con Bernard "Pretty" Purdie en la batería y Chuck Rainey en el bajo. 

### Posicionamiento en listas
| Lista (1971)                                         | Puesto |
| ---------------------------------------------------- | ------ |
| Bélgica (Flandes) (Ultratop 50)                      | 4      |
| Bélgica (Valonia) (Ultratop 50)                      | 25     |
| Canadá (RPM Top Singles)                             | 5      |
| Países Bajos (Mega Single Top 100)                   | 1      |
| Reino Unido (Official Charts Company)                | 14     |
| Estados Unidos (Adult Contemporary)                  | 6      |
| Estados Unidos Best Selling Soul Singles (Billboard) | 1      |
| Estados Unidos (Billboard Hot 100)                   | 2      |
| Alemania Occidental (Offizielle Deutsche Charts)     | 6      |

## Versiones de Cliff Richard
En 1962, Cliff Richard grabó una versión que incluyó en su álbum 32 Minutes and 17 Seconds. También grabó una versión alemana, cuya letra fue escrita por Carl Ulrich Blecher, titulada "Das ist die Frage aller Fragen", con letra de Carl Ulrich Blecher, que fue un éxito número uno en Alemania y Austria en 1964,   así como un éxito número uno en Suiza en 1965. 

### Posicionamiento en listas
| Lista                                            | Puesto |
| ------------------------------------------------ | ------ |
| Austria (Ö3 Austria Top 40)                      | 1      |
| Bélgica (Valonia) (Ultratop 50)                  | 28     |
| Alemania Occidental (Offizielle Deutsche Charts) | 1      |

## Otras versiones
"Spanish Harlem" ha sido objeto de numerosas versiones a lo largo de los años, entre las que destacan la de The Mamas & the Papas en 1966 , por Slim Smith en 1968, Willy DeVille, The Cats, Geoff Love, Percy Faith, Janet Seidel, Chet Atkins, Laura Nyro, Rebecca Pidgeon, Neil Diamond, Bowling for Soup, Tom Jones, Herb Alpert, Bon Jovi y Tatsuro Yamashita. Phil Spector, autor de la canción, grabó una versión en el álbum de 2006 Wall of Sound Retrospective.
En 1961 fue interpretada en francés por Dalida con el título Nuits d'Espagne y en español con el título Aquella rosa.